# Wolkenbruch bei Trendelburg
Wolkenbruch bei Trendelburg este o arie protejată (arie specială de conservare — SAC, sit de importanță comunitară — SCI) din Germania întinsă pe o suprafață de 3,14 ha, integral pe uscat.

## Localizare
Centrul sitului Wolkenbruch bei Trendelburg este situat la coordonatele 51°34′36″N 9°26′49″E / 51.5767°N 9.4469°E.

## Înființare
Situl Wolkenbruch bei Trendelburg a fost declarat sit de importanță comunitară în noiembrie 2004 pentru a proteja un număr necunoscut de specii din flora spontană și fauna sălbatică aflate în arealul zonei. Situl a fost protejat și ca arie specială de conservare în martie 2008.

## Biodiversitate
Situată în ecoregiunea continentală, aria protejată conține 2 habitate naturale: Lacuri eutrofice naturale cu vegetație de tip Magnopotamion sau Hydrocharition, Păduri de fag Luzulo-Fagetum.
La baza desemnării sitului se află un număr nedeclarat de specii protejate:
Pe lângă speciile protejate, pe teritoriul sitului au mai fost identificate 3 specii de nevertebrate.